# Vulfenit
Vulfenit je mineralni svinčev molibdat s kemijsko formulo PbMoO4. Najpogosteje ima obliko tankih ploščičastih kristalov živo oranžno rdeče do rumeno oranžne barve. Včasih je tudi rjav, sicer pa so njegove barve lahko zelo različne. Rumeni različek so včasih imenovali rumena svinčeva ruda. Vulfenit ni dovolj trd, da bi bil uporaben kot poldrag kamen.
Ime je dobil po avstrijskem mineralogu Franzu Xavierju von Wulfenu (1728–1805).
Vulfenit kristalizira v tetragonalnem kristalnem sistemu in obijano tvori čokate piramidne ali ploščate kristale. Lahko je tudi zemljasta zrnata masa. Pojavlja se na mnogih nahajališčih, pogosto skupaj s svinčevimi rudami, iz katerih nastaja kot sekundarni mineral v oksidacijskih področjih svinčevih depozitov. Vulfenit je lahko tudi sekundarna molibdenova ruda in je zelo iskan med zbiralci mineralov.
Posebno nahajališče vulfenita je Red Cloud Mine (Arizona, ZDA). Kristali iz tega rudnika so temno rdeče barve in praviloma zelo lepo oblikovani. Kristali iz Los Lamentosa (Mehika) so zelo debele ploščice oranžne barve. Primerki iz Phoenixvilla (Pensilvanija, ZDA), ki običajno ne presegajo velikosti mikrokristalov, so cenjeni zaradi nenavadnega nahajališča. 
Vulfenit iz rudnika Mežica je eden najlepših slovenskih mineralov. Kristali so lepo razvite piramide ali bipiramide. Preladujejo voščeno rumeni, medeno rumeni in oranžno rumeni kristali, redkeje tudi zelenkasti ali rjavkasti. Najredkejši so prozorni. Kristali dosežejo velikost do 7 cm.
- Vulfenit iz mežiškega rudnika Helena
- Vulfenit iz Defiance Mine, Arizona ZDA
- Brezbarvni prozorni vulfenit
- Popolni bipiramidni kristali vulfenita s kristalčki kalcita (Ojuela Mine, Durango, Mehika)
- Kristali vulfenita draguljarske kakovosti